# Sándor Bródy (fotbollsspelare)
Sándor Bródy, född 16 maj 1884 i Székelyfalva, Österrike-Ungern, död 19 april 1944, var en ungersk fotbollsspelare och fotbollstränare.
Bródy tillbringade hela sin spelarkarriär i Ferencváros, med vilka han vann åtta ungerska ligatitlar och en cuptitel. Han representerade även det ungerska landslaget.
Efter spelarkarriären blev han 1921 svenska IFK Göteborgs första huvudtränare, en position han hade till 1923. Därefter var han under en kort period, 1937, även Ferencváros huvudtränare.

## Meriter

### Som spelare

#### I klubblag
Ferencváros
- Ungersk mästare (8): 1902/03, 1904/05, 1906/07, 1908/09, 1909/10, 1910/11, 1911/12, 1912/13
- Ungerska cupen (1): 1912/13